# Violante Lopes Pacheco
D. Violante Lopes Pacheco (1310 - 1365) foi uma nobre do Reino de Portugal, senhora de Mafra e senhora de Ericeira depois da morte do marido, Diogo Afonso de Sousa (c. 1303- 18 de novembro de 1344). Teve problemas com o rei devido ao facto de ser irmã de Diogo Lopes Pacheco,  (que participou na morte de Inês de Castro) tendo-lhe o rei D. Pedro I de Portugal tirado os seus senhorios em 1357 para depois em 1362 lhos voltar a devolver. Foi sucedida nos desígnios dos seus senhorios pela sua filha D. Branca Dias de Sousa (1340 -?), em 17 de abril de 1365, o que significa que já era falecida nesta data.
Tanto Violante Lopes Pacheco como seu segundo marido foram sepultados na Igreja de Santo André de Mafra, em arcas de pedra decoradas com motivos heráldicos.

## Relações familiares
Foi filha de D. Lopo Fernandes Pacheco (1280 -?), 7.º senhor de Ferreira de Aves e de Maria Gomes Taveira (1285 -?) filha de Gomes Lourenço Taveira e de Catarina Anes. Foi casada por duas vezes, a primeira com Martim Vasques da Cunha, 6.º senhor do Morgado de Tábua e o 6.º senhor de Tabua, filho de Vasco Martins da Cunha (1260 -?), 5.º senhor do morgado de Tábua e de Senhorinha Fernandes de Chacim, de quem teve:
1. Vasco Martins da Cunha (1325 -?), 7.º senhor de Tábua casado por duas vezes, a primeira com Leonor Lopes de Albergaria e a segunda com D. Teresa de Albuquerque;
2. Leonor Martins da Cunha.

O segundo casamento foi com D. Diogo Afonso de Sousa (c. 1303 - 18 de Novembro de 1344), senhor de Mafra e Ericeira filho de D. Afonso Dinis (c. 1260 - 24 de abril de 1310) e de D. Maria Pais Ribeira (1285 -?), 15.ª senhora da Casa de Sousa, de quem teve:
1. D. Álvaro Dias de Sousa (c. 1330 - Espanha, 1365), senhor de Mafra e Ericeira casado em 1360 com D. Maria Teles de Menezes (1338 - Coimbra, novembro de 1379), filha de D. Martim Afonso Telo de Menezes (1310 - Toro, 25 de janeiro de 1356) e de Aldonça Anes de Vasconcelos (1320 -?)
2. D. Lopo Dias de Sousa (c. 1330 - 7 de agosto de 1377), alcaide de Chaves casado em 1369 com Brites Afonso de Sousa;
3. D. Branca Dias de Sousa (1340 -?), senhora de Mafra e Ericeira.